# 淚

淚液的分液與代謝系統圖

淚或稱淚液、淚水，是眼睛外部的淚腺所分泌的液體。
淚的原料是血液中的水份，它經由淚腺分泌出來後、通過並潤濕眼球表面，之後進入鼻淚管，流入鼻腔內而進入喉嚨。
它不只可濕潤眼角膜，並可使眼球潤滑利於轉動，此外並有保護眼睛免受細菌感染和過濾部份紫外線的效果。正常的狀況下它一天的分泌量約是二至三毫升，且因量少從外觀是看不出來的。
在感情激動時，包括哭和笑時都會使得淚水的分泌量增加，當其分泌的速度比流入鼻淚管的排出速度快時，淚水即會溢出眼外，而從外觀可以覺察，稱為流淚。
若分泌的淚水不足時，稱為乾眼症。